# Ponikiew (województwo małopolskie)
Ponikiew – wieś w Polsce, położona w województwie małopolskim, powiecie wadowickim, w gminie Wadowice.
Wieś królewska starostwa oświęcimskiego w powiecie śląskim województwa krakowskiego w końcu XVI wieku.

## Położenie
Ponikiew jest położona we wschodniej części Beskidu Małego, w dolinie potoku Ponikiewka, stanowiącego lewy dopływ rzeki Skawy. Dolina Ponikiewki ograniczona jest od północy grzbietem ciągnącym się od Bliźniaków przez Łysą Górę po Iłowiec, od południa i zachodu głównym grzbietem Beskidu Małego opadającego od Gronia Jana Pawła II (885 m) przez Magurkę Ponikiewską (818 m), Żar (761 m), Kamień (678 m) i  Kapral (485 m). Górą zamykającą Dolinę Ponikiewską jest Gancarz (798 m). Ponikiew graniczy z Rzykami (gmina Andrychów), Kaczyną, Chocznią, Zawadką, Gorzeniem Górnym, Chobotem (gmina Wadowice), Świnną Porębą, Kozińcem, Jaszczurową (gmina Mucharz), Tarnawą Górną (gmina Zembrzyce) i Targoszowem (gmina Stryszawa).

## Powierzchnia
Powierzchnia wsi obejmuje 1650 ha, co stanowi 14% gminy Wadowice. 69% powierzchni Ponikwi zajmują lasy i grunty leśne, użytki rolne stanowią 26% powierzchni miejscowości, a tereny zabudowane 2% (2008).

## Integralne części wsi
| osada      | Leniówka |
| przysiółek | Chobot |
| części wsi | Baklarzowa, Bernasiowa, Gracowo, Huta, Koczurowo, Książkowo, Madejowo, Mentelowa, Pagórek, Paluchowa, Ryczkowa, Rzyckowo, Sasowo, Schronisko pod Leskowcem, Sikorowa, Sobalowa, Sołtystwo, Wójcikowa |

## Ludność
W 2008 roku Ponikiew zamieszkiwało 1211 osób, w tym 612 kobiet i 599 mężczyzn. Liczba mieszkańców Ponikwi spada – o 30 osób w ciągu ośmiu lat, pomiędzy 2000 a 2008 rokiem.
Według etnografów Ponikiew leży w obrębie wpływów dużej grupy etnograficznej – polskich górali. Jej mieszkańcy oprócz języka ogólnopolskiego używają nierzadko dialektu małopolskiego. Męski i żeński strój ludowy zaniknął na początku XX wieku.

## Gospodarka i infrastruktura
W 2007 roku na terenie Ponikwi miało siedzibę 78 firm, przede wszystkim usługowych prowadzonych przez osoby fizyczne, natomiast działalność rolniczą prowadziło 160 gospodarstw rolnych. Były to głównie gospodarstwa indywidualne, małoobszarowe, o średniej powierzchni 2,26 ha. Długość sieci wodociągowej na terenie Ponikwi wynosi 16 km, a sieci kanalizacyjnej 16,8 km (2009). Siecią elektryczną jest objęty cały obszar miejscowości. Długość sieci gazowej w Ponikwi wraz z przyłączami wynosi 16 km (2008). Infrastrukturę drogową w Ponikwi stanowi 9,7 km dróg (powiatowych i gminnych) o różnej nawierzchni.

## Oświata
Na terenie Ponikwi znajduje się zespół szkół Stowarzyszenia Przyjaciół Szkół Katolickich, w skład którego wchodzi szkoła podstawowa oraz gimnazjum (w roku szkolnym 2008/2009 uczęszczało do niego 100 miejscowych uczniów, pracowało w nim 21 nauczycieli).

## Ochrona zdrowia
W zakresie podstawowej i specjalistycznej opieki zdrowotnej, ochronę nad mieszkańcami Ponikwi sprawują niepubliczne ośrodki opieki medycznej oraz szpital powiatowy w Wadowicach.

## Sport i rekreacja
W miejscowości Ponikiew istnieje ośrodek szkoleniowo-wypoczynkowy o powierzchni 1,7 ha, z domkami wypoczynkowymi oraz świetlicą, kortem tenisowym i boiskami do siatkówki i koszykówki. Liczne są domki letniskowe i działki rekreacyjne. Oznakowane szlaki stwarzają dogodne warunki do uprawiania turystyki pieszej i rowerowej, a otaczające dolinę Ponikiewki lasy sprzyjają grzybobraniom.

## Kultura i zabytki
Oprócz placówek oświatowych działalność społeczno-kulturalną na terenie Ponikwi prowadzą także: parafia rzymskokatolicka pw. św. Aleksego, Ochotnicza Straż Pożarna i „Stowarzyszenie Miłośników Ponikwi”.
Na terenie Ponikwi zlokalizowanych jest 30 obiektów o charakterze zabytkowym, w większości nie objęte nadzorem konserwatorskim, w tym murowany kościół katolicki pw. św. Aleksego, zbudowany w latach 1853–1858. Na górze Kapral pozostałości strzelnicy i cmentarza.
Ponadto w Ponikwi znajdują się pomnik przyrody ożywionej – lipy drobnolistne o obwodzie pnia 364 cm oraz pomnik przyrody nieożywionej – skałka fliszowa na górze Żar.

## Historia
- 1395 – pierwsza wzmianka o wsi należącej wówczas do księstwa oświęcimskiego, lenna Czech
- 1445 – miejscowość wchodzi w skład księstwa zatorskiego
- 1494 – ostatni książę zatorski Janusz V sprzedaje księstwo zatorskie razem z Ponikwią królowi polskiemu Janowi Olbrachtowi
- 1564 – ostateczna inkorporacja księstwa zatorskiego do Polski (odtąd starostwa) oraz królewska lustracja Ponikwi, wykazująca istnienie we wsi dwóch młynów, tartaku i huty żelaza z rud darniowych. Z tego okresu datuje się również napływ nowych osadników osadzanych na prawie wołoskim w systemie zarębkowym
- 1581 – druga lustracja królewska – Ponikiew należy do parafii w Barwałdzie Średnim
- 1614 – nadanie na rzecz sołtysa ponikiewskiego Błażeja Byrskiego
- 1633 – przywileje i nadania dokonane przez króla Władysława IV na rzecz sołtysa Adama Byrskiego z Ponikwi
- 1744 – lustracja królewska potwierdzająca istnienie w Ponikwi hut żelaza
- 1772 – po I rozbiorze Ponikiew wchodzi w skład Austrii (cyrkuł w Wieliczce, potem w Myślenicach)
- 1778 – sprzedaż Ponikwi Fryderykowi Duninowi
- 1784 – kasacja sołtystwa ponikiewskiego Byrskich, reaktywacja huty szkła
- 1797 – sprzedaż Ponikwi rodzinie Poniatowskich
- 1814 – budowa kaplicy
- 1819 – zmiana siedziby cyrkułu z Myślenic na Wadowice
- 1827 – powstanie szkoły parafialnej
- 1830 – Ponikiew staje się własnością Potockich
- 1844 – powstanie cmentarza
- 1847 – wielka epidemia cholery
- 1848 – uwłaszczenie chłopów ponikiewskich i uzyskanie przez nich prawa głosu w wyborach
- 1855/56 – epidemia cholery, na którą umiera 130 mieszkańców
- 1859 – poświęcenie nowo wybudowanego kościoła
- 1868 – miejscowość wchodzi w skład starostwa z siedzibą w Wadowicach
- 1885 – wybudowanie drewnianej szkoły ludowej
- 1894 – powstanie w Ponikwi Kółka Rolniczego
- 1908 – sprzedaż większej części lasów Habsburgom z Żywca
- 1911 – ukończenie budowy szkoły
- 1922 – Józef Roman z Ponikwi zostaje wybrany posłem do sejmu II Rzeczypospolitej
- 1933 – miejscowość wchodzi w skład zbiorczej gminy wiejskiej Wadowice
- 1939 (06.09)- Ponkiew przechodzi pod okupację niemiecką i zostaje wcielona do III Rzeszy
- 1945 (25.01) – wyzwolenie spod okupacji niemieckiej przez Armię Czerwoną
- 1950 – w Ponikwi powstaje Ochotnicza Straż Pożarna
- 1951 – następuje elektryfikacja wsi, powstaje Koszykarska Spółdzielnia Pracy
- 1957 – ukończenie budowy Domu Ludowego
- 1961 – otwarcie linii autobusowej Wadowice–Ponikiew
- 1963 – założenie Koła Gospodyń Wiejskich
- 1969 – rozpoczęcie regulacji potoku Ponikiewka
- 1975 – miejscowość wchodzi w skład województwa bielskiego (do 1998), otwarcie remizy i Domu Strażaka
- 1990 – powstanie Towarzystwa Miłośników Ziemi Ponikiewskiej
- 1995 – ukończenie gazyfikacji wsi
- 1997 – rozbudowa szkoły
- 21 lutego 2008 – Chobot, dotychczasowy przysiółek wsi Ponikiew, został uznany przez wojewodę małopolskiego Jerzego Millera „wsią z własnym sołectwem”. Powodem rozdziału były konflikty z sołectwem Ponikwi w sprawie lokalizacji inwestycji.